# Caritas-Krankenhaus St. Josef Regensburg
Das Caritas-Krankenhaus St. Josef ist ein Krankenhaus in Regensburg. Es ist Kooperations- und Akademisches Lehrkrankenhaus der Universität Regensburg.

## Geschichte
Das Caritas-Krankenhaus St. Josef wurde 1950 gegründet, nachdem der Caritasverband ein Krankenhaus der IRO (Internationale Flüchtlingsorganisation) für heimatlose dauerkranke Ausländer (Displaced Persons) übernahm. Es standen 300 Betten zur Verfügungen und die Pflege übernahmen die Barmherzigen Schwestern vom heiligen Kreuz.
Zwischen 1951 und 1961 erfolgte ein sukzessiver Umbau und die Erweiterung des Hauses durch die Einrichtung von Fachabteilungen. 1952 fand die Eröffnung der Krankenpflegeschule (heute: Berufsfachschule für Pflege) statt. 1971 erfolgte die Einrichtung einer nephrologischen Abteilung und des Dialysezentrums.
1984 wurde die Belegabteilung Urologie unter dem neuen Leiter Wolf F. Wieland in eine Hauptabteilung umgewandelt. In den Jahren 1987 und 1988 wurden Ein- und Zweibettzimmer eingerichtet und Nasszellen eingebaut.
1988 wurde in der Urologie die ESWL-Anlage (Nieren- und Gallensteinzertrümmerer) in Betrieb genommen. 1990 löste man die Neurologische Abteilung auf und startete eine Kooperation mit dem KfH-Nierenzentrum in Regensburg. 1992/93 standen nach der Fertigstellung des Nordflügels 311 Planbetten zur Verfügung und als neue Fachabteilung kam die plastische Hand- und Wiederherstellungschirurgie hinzu. Im Jahr 2003 wurde ein Kooperationsvertrag mit der Universität Regensburg geschlossen. Die Klinik für Frauenheilkunde und Geburtshilfe und die Klinik für Urologie erhielten somit den Status einer Universitätsklinik der Universität Regensburg. Das gesamte Krankenhaus wurde Kooperations- und Akademisches Lehrkrankenhaus der Universität Regensburg.
2004 erfolgte die Anerkennung als erstes „Babyfreundliches Krankenhaus“ in Bayern durch UNICEF/WHO und die Zertifizierung als Brustzentrum durch die Deutsche Krebsgesellschaft unter dem Dach des Tumorzentrums Regensburg. 2007 wurden drei neue OP-Säle und ein neuer Entbindungsbereich in Betrieb genommen.
Im Jahr 2008 wurde der erste Bauabschnitt der Ergänzungsmaßnahme eingeweiht, es folgte eine Zertifizierung als Gynäkologisches Krebszentrum durch die Deutsche Krebsgesellschaft und als Referenz- und Kompetenzzentrum für chirurgische Koloproktologie.
2009 wurde das gesamte Caritas-Krankenhaus St. Josef nach den Regeln der KTQ-GmbH und der proCum Cert-GmbH zertifiziert. Im Jahr 2010 erfolgte sowohl die Zertifizierung des Kontinenz- und Beckenbodenzentrums durch die Deutsche Kontinenzgesellschaft e.V., die Zertifizierung als Darmkrebszentrum durch die Deutsche Krebsgesellschaft, als auch die Zertifizierung des Prostatakarzinomzentrums. Außerdem wurde die Anzahl der Ausbildungsplätze an der Berufsfachschule für Gesundheits- und Krankenpflege auf 132 Plätze verdoppelt.
Im Jahr 2011 erfolgte die Zertifizierung als Onkologisches Zentrum. Die Behandlung von Tumorerkrankungen bildet seitdem einen besonderen Schwerpunkt. Mit seiner Tumorchirurgie, dem Einsatz von Chemotherapie und von Antikörpertherapien werden in den Organzentren jährlich über 800 Tumorpatienten mit Neuerkrankungen behandelt. Ein Zusammenschluss der verschiedenen Organzentren – bestehend aus Brustzentrum, Gynäkologisches Krebszentrum, Prostatakarzinomzentrum und Darmkrebszentrum – als Onkologisches Zentrum (zertifiziert durch die Deutsche Krebsgesellschaft) fördert die interdisziplinäre Zusammenarbeit in den besonderen Therapiesituationen.
Im Juli 2012 wurde die Klinik für Unfallmedizin mit den Schwerpunkten Akuttraumatologie, Alterstraumatologie und Gelenkchirurgie unter Leitung von Michael Nerlich gegründet. Im selben Jahr wurde die Kooperation mit den Universitätsklinikum Regensburg intensiviert und das Hochschulzentrum für Plastische und Ästhetische, Hand- und Wiederherstellungschirurgie ins Leben gerufen.
Seit November 2012 ist das Haus nach DIN EN ISO 9001 2008 zertifiziert. Die Klinik für Unfallmedizin wurde 2014 als erstes Alterstraumazentrum in Deutschland zertifiziert. An der Klinik arbeiten neben spezialisierten Unfallchirurgen auch Geriater, Gerontopsychiatrische Fachkräfte, Physiotherapeuten und Ergotherapeuten.

## Kennzahlen
Das Krankenhaus verfügt über 325 Betten. 

## Kliniken
- Klinik für Anästhesiologie, Intensiv-, Notfall- und Palliativmedizin
- Klinik für Chirurgie
- Klinik für Frauenheilkunde und Geburtshilfe (Universitätsklinik der Universität Regensburg)
- Klinik für Innere Medizin I
- Klinik für Innere Medizin II / Nieren- und Hochdruckerkrankungen
- Klinik für Plastische und Ästhetische, Hand- und Wiederherstellungschirurgie
- Klinik für Urologie (Universitätsklinik der Universität Regensburg)
- Klinik für Unfallchirurgie

## Zentren
- Adipositaszentrum
- Brustzentrum
- Darmkrebszentrum
- Kontinenz- und Beckenbodenzentrum
- Harnsteinzentrum
- Prostatakrebszentrum
- Gynäkologisches Krebszentrum
- Zentrum für Sakrale Neurostimulation
- Onkologisches Zentrum
- Traumazentrum
- Hochschulzentrum für Plastische und Ästhetische, Hand- und Wiederherstellungschirurgie
- Alterstraumazentrum